# Huize De Biezen
Huize de Biezen was een landhuis met landgoed in Barneveld. Voor de oorlog was het een werkverschaffingskamp. Gedurende de Tweede Wereldoorlog werd het landhuis en de barakken op het landgoed gebruikt als Joods tehuis. Daarna zijn de barakken tot 1974 gebruikt als woonoord, vooral voor Zuid-Molukkers.

## Joods tehuis
Circa 250 Joodse, door het Nederlands ministerie van Binnenlandse Zaken bevoorrechte Nederlanders werden op december 1942, als onderdeel van Plan Frederiks in dit pand geïnterneerd, teneinde speciale bescherming te genieten vanwege hun maatschappelijke rol voor de oorlog. De bewoners van het tehuis werden alsnog in september 1943 gedeporteerd naar Kamp Westerbork waar zij enige tijd verbleven als de Barneveldgroep. Bij de ontruiming van Westerbork werd deze groep op transport gesteld naar Theresiënstadt waar zij bijna allemaal de oorlog doorstonden.
Huize De Biezen lag in de gemeente Ede, maar door het doorvoeren van een grenswijziging door het ministerie kwam Huize de Bieze in Barneveld te liggen. Reden was dat de burgemeester van Ede, Van Dierendonck, antisemitisch was. De burgemeester van Barneveld was op dat moment de progressievere Joachim Westrik.

## Indische Nederlanders en Molukkers
Na de onafhankelijkheid van Indonesië zijn barakken op de terreinen van De Biezen en De Schaffelaar enkele jaren, in elk geval tot mei 1951, gebruikt als huisvesting voor enkele honderden gerepatrieerde Indische Nederlanders, terwijl al in april 1951 nieuwe bewoners arriveerden: Op 8 april kwamen de eerste Molukse KNIL-militairen en hun gezinnen aan in de Rotterdamse haven. Met een omstreden dienstbevel, praktisch gesproken een ontslag, waren zij naar Nederland gedirigeerd. De eerste Molukkers, toen Ambonezen genoemd, gingen naar De Schaffelaar, maar later in 1951 werd ook De Biezen bevolkt. Eind 1952 woonden op De Schaffelaar 56 huishoudens (257 personen) en op De Biezen 21 huishoudens (134 personen) van de in totaal ruim 14.000 'Ambonezen' die naar Nederland waren gehaald. Op beide locaties kwamen zo'n zeventig gezinnen te wonen, maar op den duur werd De Biezen volgens plan de enige Barneveldse huisvesting voor Molukkers. Na de Watersnood van 1953 werden hier ook Molukkers ondergebracht uit het Zeeuwse rampgebied, waar verhoudingsgewijs veel van de negentig Molukse woonoorden stonden. In 1955 werden de bewoners van De Schaffelaar overgebracht naar De Biezen, waar vijf nieuwe barakken en andere voorzieningen bijgebouwd waren. De gedwongen overplaatsing gaf veel onrust in De Schaffelaar, omdat een gezin met twee grote kinderen van bijvoorbeeld vijftien en twintig jaar slechts één kamer van veertien vierkante meter kreeg, terwijl ze op hun oude plek over twee grotere kamers beschikten.
In de loop van de jaren werd vertrek uit het woonoord naar de dorpen Barneveld, Voorthuizen en Lunteren gestimuleerd, maar de bewoners hadden weinig sociale contacten met de Nederlandse omgeving en des te meer met elkaar. In 1969 was het aantal bewoners van De Biezen gedaald tot 407. In de Barneveldse woonoorden was een scala aan activiteiten, deels ontspannend of religieus, maar onder andere ook veel bijeenkomsten rond de wens terug te keren naar Indonesië en mogelijk een Republiek der Zuid-Molukken te realiseren. Voetbalclub Maluku Muda bevond zich hier van 1957 tot in de jaren tachtig en in de jaren zestig was er ook een korfbalclub.
Nadat duidelijk was geworden dat de gehoopte terugkeer naar Indonesië onhaalbaar was, droeg het rijk per 1970 de taken rond de Molukse bevolkingsgroep over aan de gemeenten. Voornamelijk voor de Barneveldse Molukkers werd in 1974 rond de huidige Columbusstraat een woonbuurt opgeleverd en eindigde de bewoning van De Biezen. In 1974 is het woonoord ontruimd en deels gesloopt. Later is de bebouwing op het landgoed volledig gesloopt.